# Sant'Anna (Stazzema)
Sant'Anna is een plaats (frazione) in de Italiaanse gemeente Stazzema. 
De plaats is bekend van een massaslachting op de bevolking door de 16. SS-Panzergrenadier-Division Reichsführer SS op 12 augustus 1944. Hierbij komen rond de 560 burgers om het leven.
Museum Huis van De Gasperi (Pieve Tesino) ·
Fort Cadine (Trente) ·
Archeologische vondsten in Ostia Antica (Ostia) ·
Eiland Ventotene (Ventotene) ·
Sant'Anna di Stazzema (Stazzema)